# Copiopteryx jehovah
Copiopteryx jehovah — крупная ночная бабочка из семейства павлиноглазок.

## Открытие, этимология
Открыт в Эквадоре и описан в 1874 году американским скульптором и энтомологом Германом Стрекером. Родовое название дословно означает «хвостокрыл» и было дано за длинные выросты на задних крыльях, образующие «хвостики». Видовое название дано в честь Иеговы — варианта транскрипции имени Бога. В своей книге о чешуекрылых Стрекер указал, что назвал Copiopteryx jehovah не в честь человека, который мог пожертвовать ему денег или накормить обедом, а намеренно наименовал бабочку со ссылкой на Создателя. Таким образом, наблюдение за очень красивой бабочкой должно устремить мысли наблюдателя к Богу.

## Описание
Крупная бабочка с размахом крыльев около 90—100 мм. Фоновый цвет крыльев серовато-коричневый различных оттенков. По передним крыльям проходит более тёмная перевязь, задние крылья оканчиваются очень длинными выростами («хвостами»). Самка отличается от самца более светлоокрашенными и округлыми крыльями и менее длинными «хвостами».